# Habenaria oreophila
Habenaria oreophila là một loài thực vật có hoa trong họ Lan. Loài này được Greenm. mô tả khoa học đầu tiên năm 1903.